# إدجار كود
إدجار فرانك كود (بالإنجليزية: Edgar Frank "Ted" Codd) (ولد في 23 أغسطس، 1923 - 18 أبريل، 2003) عالم كومبيوتر بريطاني، أسست أعماله التي أنتجها خلال عمله بشركة آي بي إم نموذج قاعدة البيانات العلائقية ولغة الاستعلامات البنيوية. على الرغم من أن له مساهمات قيمة أخرى في علوم الحوسبة، إلا أن النموذج العلائقي الذي قدّمه لإدارة قواعد البيانات، هو أشهرها وأكثرها أهمية.

## السيرة الذاتية
ولد كود بجزيرة بورتلند بإنجلترا، ودرس الرياضيات والكيمياء بجامعة أوكسفورد، وأدى الخدمة العسكرية طيارا في سلاح الجو الملكي أثناء الحرب العالمية الثانية.
في عام 1948 انتقل كود إلى نيويورك ليعمل مبرمجاً لدى شركة آي بي إم، وفي عام 1953 انتقل إلى أوتاوا بكندا نتيجة لممارسات السناتور جوزيف مكارثر. بعد ذلك بعشر سنوات عاد إلى الولايات المتحدة ليحصل على درجة الدكتوراه في علوم الكمبيوتر من جامعة ميتشيجان، وبعدها بعامين انتقل إلى سان خوزيه بكاليفورنيا ليعمل بمركز الأبحاث الخاص بآي بي إم هناك Almaden Research Center.
خلال الستينات والسبعينات عمل كود على نظرياته في تصنيف البيانات، وأصدر في عام 1970 ورقته العلمية المشهورة «نموذج مترابط للبيانات في مستودعات البيانات الضخمة المشتركة A Relational Model of Data for Large Shared Data Banks»، ومما أثار إحباطه أن شركة آي بي إم تباطأت في استغلال وتطبيق نظرياته، وذلك لعدم الإضرار بأرباحها من بيع نظام إدارة المعلومات الخاص بها IBM Information Management System (IMS/DB)، والذي كانت قد قامت بتطويره سابقاً، لكن كود استمر في تطوير نموذجه العلائقي، أحياناً بمفرده وأحياناً بالتعاون مع باحث آخر هو كريس ديت.
بدأ مصطلح «قواعد البيانات العلائقية (المترابطة)» ينتشر ويحوز شهرة في الثمانينيات، مما أدى إلى إساءة استغلاله تجارياً من قبل شركات البرمجة، التي ادعت العديد منها أنها تنتج نظماً لإدارة قواعد البيانات العلائقية. لذلك قام كود بوضع 12 شرطاً يجب أن يحققها نظام إدارة قواعد البيانات ليمكن تصنيفه على أنه «نظام إدارة قواعد البيانات العلائقية»، وفي نفس الوقت ساءت العلاقة بينه وبين آي بي إم، مما أدى لاستقالته منها وتأسيسه مكتباً استشارياً خاصاً به هو وشريكه كريس ديت.

## مساهمات وجوائز
صاغ كود مصطلح المعالجة التحليلية الفورية (OLAP)، ووضع قواعده، والتي اختلف عليها وشكك في صحتها العديد من المختصين، كما لم يلق الإصدار الثاني من كتابه (النموذج العلائقي لإدارة قواعد البيانات) صدى جيداً، ومن ناحية أخرى تظل التطويرات التي قدمها كود للنموذج العلائقي على مدى عقدين من الزمان (أكثر من 30 ورقة علمية ما بين عامي 1968 و1988) ذات فائدة جمة. لإدجار كود أيضاً إضافات قيمة في علم الأتمتة الخليوية Cellular Automata.
في عام 1944 أصبح كود زميلاً في رابطة مكائن الحوسبة وفي عام 1981 نال جائزتها عن إنجازاته في تأسيس وتطوير النموذج العلائقي لإدارة قواعد البيانات.

## الوفاة
توفي كود بنوبة قلبية بمنزله بفلوريدا عن عمر يناهز 79 عاماً.